# Matej Tonin
Matej Tonin (30 de juny de 1983) és un polític eslovè.
Tonin es va graduar en ciències polítiques a la Universitat de Ljubljana el 2007. Com a membre del partit Nova Eslovènia (NSi), va ser considerat com una de les persones clau que van ajudar el partit a guanyar escons a les eleccions parlamentàries del 2011, després no haver tingut representació durant la legislatura del 2008-2011. Tonin també va ser elegit com a diputat a les eleccions de 2014 i 2018.
El gener de 2018, Ljudmila Novak va anunciar la seva dimissió com a presidenta del NSi i Tonin en va esdevenir president.
El 22 de juny de 2018, Tonin va ser elegit tretzè president de l'Assemblea Nacional. Després de la formació de la coalició de Marjan Šarec, Tonin va dimitir del càrrec el 23 d'agost de 2018, i va ser succeït en el càrrec per Dejan Židan dels socialdemòcrates.